# Наваф аль-Ахмед аль-Джабер ас-Сабах
Нава́ф аль-Ахме́д аль-Джа́бер аль-Муба́рак ас-Саба́х (араб. نواف الأحمد الجابر المبارك الصباح‎; 25 июня 1937, Эль-Кувейт — 16 декабря 2023, Кувейт) — шестнадцатый монарх Кувейта с 29 сентября 2020 года до своей смерти 16 декабря 2023 года и шестой эмир после обретения независимости от Великобритании. Шестой сын десятого эмира Кувейта — Ахмеда аль-Джабера ас-Сабаха.
Единокровный брат бывшего эмира Кувейта — Сабаха IV. Был назначен наследным принцем 7 февраля 2006 года в нарушение традиции семьи Аль Сабах, по которой правящий эмир и наследный принц представляют её различные ветви — «Аль Ахмед» и «Аль Салем».

## Биография

### Ранние годы
Родился 25 июня 1937 года в Эль-Кувейте (Кувейт). Был шестым сыном десятого эмира Кувейта — Ахмеда аль-Джабера ас-Сабаха от жены Ямамы. После завершения своего среднего образования он учился в университете в Великобритании.

### Должность
Став губернатором провинции Хавалли 12 февраля 1962 года, он старался сделать многонациональный район более безопасным, увеличивая количество патруля на улицах городов. В этой должности он был до 1978 года.
Будучи министром внутренних дел (12 марта 1978 года — 1988 год и вторично с 13 июля 2003 года — 9 февраля 2006 года), он начал совершенствовать полицию, добившись её реформации и реорганизации министерства.
Будучи министром обороны (26 января 1988 года — 1991 год) заключал контракты на закупку оружия, обеспечение армии и реорганизацию армии, посылая молодёжь за границу для обучения управления военной техникой.
После освобождения Кувейта 20 апреля 1991 года он был назначен министром социальных дел и занятости и занимал эту должность до 17 октября 1992 года. Во время пребывания в должности была построена модернизированная больница для престарелых. Позже, став заместитель командующего Национальной гвардии, в октябре 1994 года он развивал интерес военнослужащих к культуре и призывал молодых людей служить в армии. Был в этой должности до 2003 года.
Заместитель премьер-министра (13 июля 2003 года — 9 февраля 2006 года) и первый заместитель премьер-министра (16 октября 2003 года — 9 февраля 2006 года).

### Эмир Кувейта
29 сентября 2020 года умер его брат Сабах (1929—2020), в тот же день он был провозглашён новым эмиром Кувейта. Последние месяцы жизни брата он был регентом и фактическим правителем страны. Старейший за всю историю человечества монарх на момент воцарения.

### Смерть
29 ноября 2023 года Наваф был госпитализирован из-за неотложной проблемы со здоровьем. Скончался 16 декабря 2023 года в возрасте 86 лет, и его преемником на посту эмира стал его сводный брат Мишааль.
На похоронах присутствовала только его семья и они состоялись в мечети Билал бин Рабах в районе аль-Сиддик, после чего он был похоронен на кладбище Сулайбихат.

## Личная жизнь
Был женат на Шарифе бинт Сулейман аль-Джасем. Имел четырёх сыновей и дочь:
- Ахмед (род. 1956) — заместитель командующего Национальной Гвардией (2020—2022), премьер-министр и министр внутренних дел (с 2022 года)
- Фейсал (род. 1957) — заместитель министра внутренних дел по делам общественной безопасности.
- Абдалла (род. 1958).
- Салем (род. 1960) — глава Министерства внутренних дел.
- Шейха (род. 1962).

## Титулы
- 21 февраля 1962 — 9 февраля 2006: Его Превосходительство Шейх Наваф аль-Ахмед аль-Джабер ас-Сабах
- 7 февраля 2006 — 29 сентября 2020: Его Высочество Наследный принц Кувейта, Шейх Наваф аль-Ахмед аль-Джабер ас-Сабах
- 29 сентября 2020 — 16 декабря 2023: Его Высочество Эмир Кувейта Наваф аль-Ахмед аль-Джабер ас-Сабах[2]

## Факты
- Наваф аль-Ахмед аль-Джабер ас-Сабах с первого дня своего воцарения являлся одним из старейших действующих глав государств и правительств в мире.

## Награды
Награды Кувейта
| Страна | Дата               | Награда                             | Награда                             | Литеры |
| ------ | ------------------ | ----------------------------------- | ----------------------------------- | ------ |
| Кувейт | 29 сентября 2020 — | Суверен ордена Мубарака Великого    | Суверен ордена Мубарака Великого    |        |
| Кувейт | 29 сентября 2020 — | Суверен ордена Кувейта              | Суверен ордена Кувейта              |        |
| Кувейт | 29 сентября 2020 — | Суверен ордена Национальной обороны | Суверен ордена Национальной обороны |        |
| Кувейт | 29 сентября 2020 — | Суверен ордена Военного отличия     | Суверен ордена Военного отличия     |        |

Награды иностранных государств
| Страна    | Дата вручения    | Награда                                                 | Награда                                                 | Литеры |
| --------- | ---------------- | ------------------------------------------------------- | ------------------------------------------------------- | ------ |
| ОАЭ       | 29 января 2007 — | Кавалер ордена Заида                                    | Кавалер ордена Заида                                    |        |
| Испания   | 23 мая 2008 —    | Кавалер Большого креста ордена Гражданских заслуг       | Кавалер Большого креста ордена Гражданских заслуг       |        |
| Аргентина | 1 августа 2011 — | Кавалер Большого креста ордена Освободителя Сан-Мартина | Кавалер Большого креста ордена Освободителя Сан-Мартина |        |